# Carl Loewe
Johann Carl Gottfried (Carl) Loewe (Löbejün (Saksen-Anhalt), 30 november 1796 - Kiel, 20 april 1869) was een Duits componist, organist, pianist en zanger. 
In 1814 werd hij organist aan de St. Markuskerk in Halle en hij studeerde vanaf 1817 theologie.
In die periode ontmoette hij onder andere Carl Maria von Weber en in Weimar in 1820 Goethe. Dit inspireerde hem tot het componeren van ballades en andere liederen op teksten van bijvoorbeeld Goethe, Herder en Uhland.
Loewe schreef een vijftal opera's, waarvan alleen  Die drei Wünsche in 1834 in Berlijn werd uitgevoerd. Daarnaast schreef hij achttien ballades of oratoria voor soli, koor en orkest en vele liederen.
Tussen 1820 en 1860 bekleedde hij verschillende functies in Stettin en ook maakte hij internationale tournees als zanger.
Carl Loewe liet een veelzijdig oeuvre na, maar is desondanks niet erg bekend geworden bij het grote publiek. Het Carl-Loewe-Museum in Löbejün besteedt aandacht aan zijn werk en leven en daarnaast is een deel van de collectie van het Wilhelm-Friedemann-Bach-Haus in Halle aan hem gewijd.

## Werken (kleine selectie)
- Die Zerstörung Jerusalems (1829)
- Die drei Wünsche, opera (1834)
- Heinrich der Vogler op.56, Nr. 1 (1836)
- Die Glocken von Speier (1838)
- Das Sühnopfer des neuen Bundes, oratorium (1847)
- Odins Meeresritt oder Der Schmied auf Helgoland op. 118 (1851)
- Die Uhr (1852)
- Archibald Douglas op. 128 (1857)
- Das hohe Lied Salomonis (1859)
- Die verfallene Mühle
- Tom der Reimer. Schotse ballade op. 135a (ca. 1860)
- vele liederen, waaronder Die wandelende Glocke, op. 20/3
- Zie verder bijvoorbeeld: Carl Loewe (1796-1869) Werke sortiert nach Musikgattung   https://www.klassika.info/Komponisten/Loewe/wv_gattung.html

- Bibsys: 1088045
- Biblioteca Nacional de España: XX1730584
- Bibliothèque nationale de France: cb13896752f (data)
- Catàleg d'autoritats de noms i títols de Catalunya: 981058519898406706
- CiNii: DA07495386
- Gemeinsame Normdatei: 118573934
- International Standard Name Identifier: 0000 0001 2126 9007
- Library of Congress Control Number: n50077310
- Nationale Bibliotheek van Letland: 000048832
- MusicBrainz: 83c850eb-9f0d-49eb-b9fc-84674df83d7a
- Bibliotheek van het Japanse parlement: 00549571
- Nationale Bibliotheek van Tsjechië: jn20030117001
- Nationale bibliotheek van Australië: 35588806
- Nationale Bibliotheek van Israël: 987007282794005171
- Nationale Bibliotheek van Polen: a0000001917142
- Nationale en Universitaire bibliotheek Zagreb: 000060837
- Nederlandse Thesaurus van Auteursnamen: 074059211
- Réseau des bibliothèques de Suisse occidentale: 02-A000106450
- LIBRIS: 207361
- SNAC: w63r1445
- Système universitaire de documentation: 079861172
- Trove: 1005742
- Virtual International Authority File: 32183840
- WorldCat: E39PBJrKMHc3Mhr3xx778MFqcP